# Philip Herbert, 4. hrabě z Pembroke
Philip Herbert, 4. hrabě z Pembroke, 1. hrabě z Montgomery (Philip Herbert, 4th Earl of Pembroke, 1st Earl of Montgomery, 4th Baron Herbert of Cardiff, 1st Baron Herbert of Shurland) (10. říjen 1584, Wilton House, Anglie – 23. ledna 1650, Londýn, Anglie) byl anglický dvořan, politik a vojevůdce ze šlechtického rodu Herbertů. Od mládí se pohyboval u dvora Jakuba I., za jeho syna Karla I. byl dlouholetým nejvyšším komořím, později se dostal do konfliktu s královským absolutismem a za občanské války se nakonec stal vojevůdcem parlamentního vojska. Byl rytířem Podvazkového řádu.

## Životopis
Narodil se na rodovém sídle Wilton House, křestní jméno získal po španělském králi Filipovi II., v jehož službách tehdy působil jeho otec 2. hrabě z Pembroke. Krátce studoval v Oxfordu, poté přišel ke dvoru Jakuba I. a díky svému atraktivnímu vzhledu získal jeho přízeň. V letech 1604–1605 byl krátce členem Dolní sněmovny, ale již v roce 1605 získal titul hraběte z Montgomery a vstoupil do Sněmovny lordů. V roce 1608 obdržel Podvazkový řád, od roku 1617 byl též členem skotské Tajné rady. Přestože patřil k oblíbencům Jakuba I., z jeho přízně dokázal vytěžit jen hraběcí titul, zatímco z jiného králova favorita 1. vévody z Buckinghamu se stala osobnost celoevropského významu.[zdroj?]
Vysoké postavení si udržel i po nástupu Karla I. a v letech 1625–1641 byl lordem nejvyšším komořím. Po násilné smrti 1. vévody z Buckinghamu převzal místodržitelské posty v hrabstvích Kent a Buckingham. V roce 1630 zdědil po starším bratrovi titul hraběte z Pembroke a po něm také získal další tři místodržitelské funkce ve Wiltshire, Somersetu a Cornwallu, kromě toho v rámci rodových tradic zastával řadu justičních postů ve Walesu. Koncem třicátých let 17. století se dostal do sporu s politikou Karla I. a musel rezignovat na některé funkce, ztratil například místodržitelství v Somersetu (1639) a Cornwallu (1640), nakonec byl v roce 1641 odvolán i z úřadu nejvyššího komořího. V roce 1642 byl členem výboru pro bezpečnost a guvernérem na ostrově Wight, nakonec se přidal na stranu revoluce a jako generál bojoval proti Karlovi I. V roce 1645 byl komisařem admirality, dále parlamentním komisařem v Oxfordu a Uxbridge, v letech 1647–1650 kancléřem oxfordské univerzity. V roce 1649 se stal členem státní rady a znovu vstoupil do Dolní sněmovny, zemřel krátce poté v lednu 1650 v Londýně.[zdroj?]

## Rodina
Poprvé se oženil se Susan Vere (1587–1629), dcerou 17. hraběte z Oxfordu a vnučkou 1. barona Burghleye, jeho druhou manželkou byla od roku 1630 Anne Clifford, baronka z Cliffordu a vdova po 3. hraběti z Dorsetu. Z prvního manželství se narodilo deset dětí, z nichž pět zemřelo v dětství. Dědicem rodových titulů byl čtvrtý syn Philip Herbert, 5. hrabě z Pembroke (1621–1669). Z dcer se Anna Sophia (1610–1695) provdala za 1. hraběte z Carnarvonu a tento šlechtický titul byl později udělen v potomstvu Herbertů.[zdroj?]